# Luís Climent
Pour les articles homonymes, voir Climent.

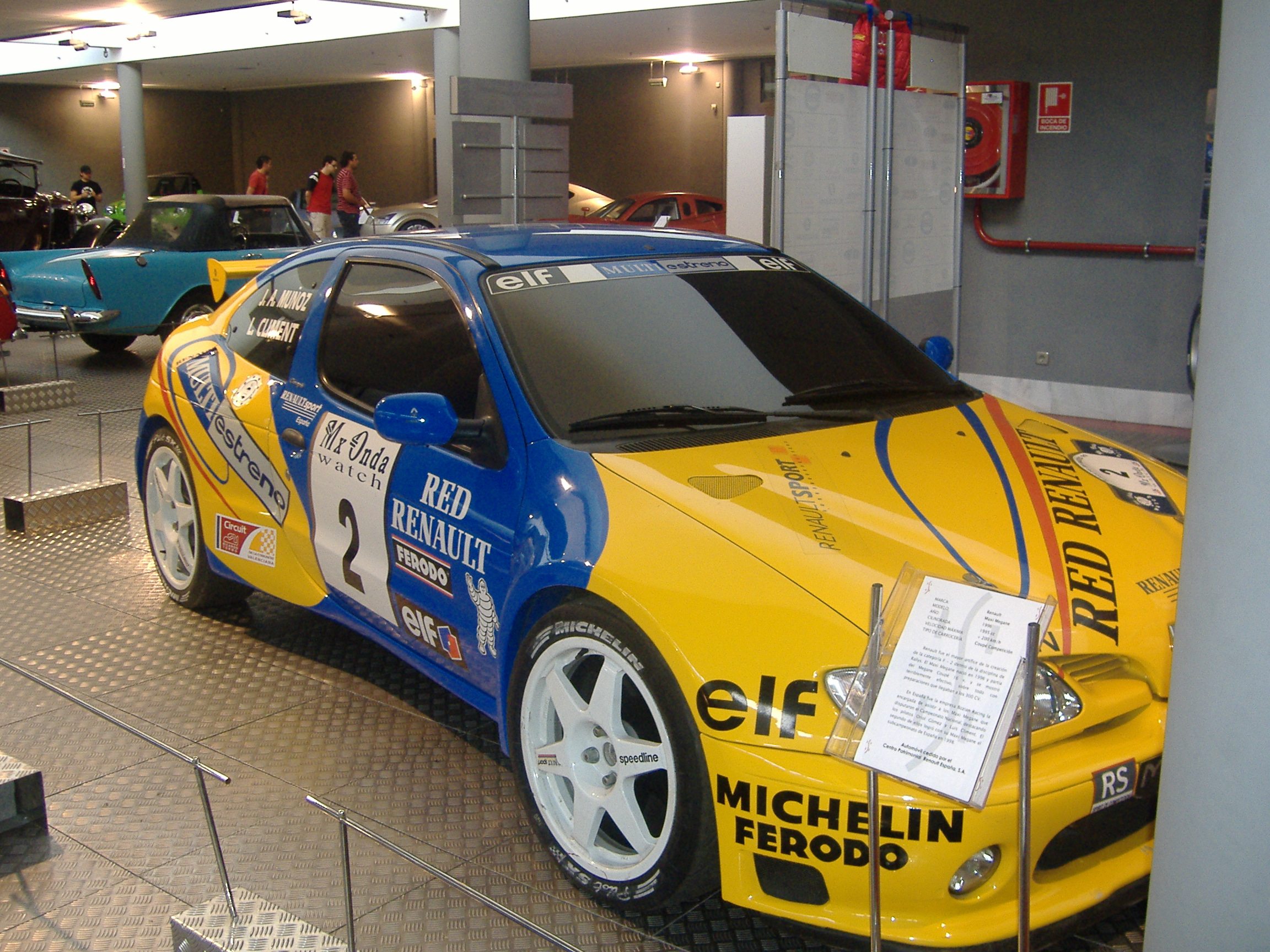
Renault Maxi Megane 1998 du team Renault Sport España pour Luís Climent en WRC.

Luís Climent, né le 12 novembre 1966 à Requena (province de Valence), est un pilote de rallyes espagnol.

## Biographie
Sa carrière en sports mécaniques débute en 1986. Il reste alors fidèle à divers modèles de la gamme Opel jusqu'en 1994.
Il participe à 37 épreuves en championnats mondiaux de 1991 à 2001, terminant 7e du rallye Safari du Kenya en 1998 et du rallye de l'Acropole en 1999, avec Alex Romaní pour copilote sur Mitsubishi Lancer Evo V puis sur Subaru Impreza 555. Suite ses bons résultats de 1999 il devient pilote officiel du Škoda Motorsport pour sa dernière saison régulière de niveau mondial, sur une Octavia WRC (8e au Kenya).
En 2001 et 2002 il s'adonne au championnat espagnol Terre, sur Subaru Impreza WRC.

## Palmarès
- Champion d'Espagne des rallyes, en 1996 avec José Muñoz sur Citroën ZX 16V;
- Coupe FIA des équipes privées en WRC (FIA Teams' Cup), en 1999 avec le Valencia Terra y Mar Team; 
  - Vice-champion du monde des voitures de Production des rallyes, en 1997 sur Mitsubishi Lancer Evo III;
  - Vice-champion d'Espagne des rallyes Terre, en 2001;
  - 3e du championnat du monde des voitures de Production des rallyes, en 1998 (même équipage qu'en 1997);

## 2 victoire en P-WRC
- Rallye de Grande-Bretagne: 1997;
- Rallye du Kenya: 1998;

## Victoire en ERC
- Rallye de La Corogne: 1997;

## 2 victoires en championnat d'Espagne Terre
- Rallye de Guernica: 2001;
- Rallye de l'Olive: 2002.